# سلیمان اولاره
سلیمان اولاره (انگلیسی: Souleymane Oularé؛ زادهٔ ۱۶ اکتبر ۱۹۷۲) بازیکن فوتبال اهل گینه بود.
از باشگاه‌هایی که در آن بازی کرده است می‌توان به باشگاه فوتبال خنک، باشگاه فوتبال لوکرن اوست والاندرن، باشگاه ورزشی رویال بووران، باشگاه فوتبال استوک سیتی، باشگاه ورزشی وارخم، باشگاه فوتبال لاس پالماس، و باشگاه فوتبال فنرباغچه اشاره کرد.
وی همچنین در تیم ملی فوتبال گینه بازی کرده است.